# Донський Володимир Олександрович
Володимир Олександрович Донський (Ангелов) (нар. 21 жовтня 1903, місто Москва, Російська Федерація — 10 вересня 1954, місто Москва, Російська Федерація) — радянський партійний діяч, 1-й секретар Хабаровського крайкому ВКП(б). Депутат Верховної Ради РРФСР 1-го скликання. Член ЦК ВКП(б) (1939—1947).

## Біографія
Народився в родині чиновника фінансового відомства в місті Москві (за іншими даними — в місті Богородську Московської губернії).
У 1913 році закінчив початкову школу. З 1914 по 1916 рік навчався у вищому реальному училищі, з 1916 по 1918 рік — у реальному училищі міста Богородська Московської губернії. У 1918 році вступив до комсомолу.
У липні — жовтні 1918 року — на роботі з технічного обліку в Богородському повітовому виконавчому комітеті. З жовтня 1918 по лютий 1919 року — діловод бюро пропусків Богородського повітового виконавчого комітету Московської губернії.
У лютому 1919 — серпні 1921 року — боєць продовольчого загону, секретар продовольчого загону № 23, інформатор, інспектор районного продовольчого штабу № 3 в селах Усинське, Жигулі, Новодівоче Симбірської губернії.
У серпні 1921 — січні 1922 року — слухач курсів командного складу міліційно-територіальних частин в Симбірську.
У січні — липні 1922 року — слухач робітничого факультету в місті Богородську Московської губернії.
З липня по вересень 1922 року — інструктор, з вересня 1922 по липень 1924 року — завідувач відділу політичної просвіти Богородського повітового комітету комсомолу Московської губернії.
У липні 1924 — травні 1925 року — завідувач підвідділу антирелігійної пропаганди Богородського повітового комітету РКП(б) Московської губернії.
Член РКП(б) з січня 1925 року.
У травні 1925 — березні 1927 року — інструктор Богородського повітового комітету ВКП(б) Московської губернії.
У березні 1927 — грудні 1928 року — інструктор, заступника завідувача відділу культури Богородського повітового професійного бюро.
У грудні 1928 — травні 1929 року — завідувач Богородського відділу видавництва «Держвидав».
У травні — вересні 1929 року — заступник завідувача агітаційно-пропагандистського відділу Богородського повітового комітету ВКП(б). У вересні 1929 — травні 1930 року — завідувач агітаційно-пропагандистського відділу Богородського районного комітету ВКП(б). У травні — грудні 1930 року — заступник секретаря і завідувач агітаційно-масового відділу Ногінського (Богородського) районного комітету ВКП(б) Московської області.
У грудні 1930 — лютому 1931 року — заступник голови виконавчого комітету Ногінської районної ради, завідувач Ногінського районного земельного відділу Московської області.
У лютому 1931 — лютому 1932 року — інструктор агітаційно-масового відділу Московського обласного комітету ВКП(б). У лютому 1932 — січні 1934 року — інструктор організаційно-інструкторського відділу Московського обласного комітету ВКП(б).
У січні — листопаді 1934 року — помічник завідувача відділу керівних партійних органів Московського обласного комітету ВКП(б) Георгія Маленкова. У листопаді 1934 — грудні 1937 року — помічник завідувача відділу керівних партійних органів ЦК ВКП(б) Георгія Маленкова. У грудні 1937 — вересні 1938 року — заступник завідувача відділу керівних партійних органів ЦК ВКП(б).
У вересні — жовтні 1938 року — 2-й секретар Далекосхідного крайового комітету ВКП(б).
У жовтні 1938 — лютому 1939 року — 1-й секретар Організаційного бюро ЦК ВКП(б) по Хабаровському краю. 21 лютого 1939 — 2 січня 1940 року — 1-й секретар Хабаровського крайового комітету ВКП(б). Входив до складу крайової трійки, створеної за наказом НКВС СРСР від 30 липня 1937 року, брав участь в сталінських репресіях. Одночасно з серпня 1939 по лютий 1940 року — член Військової ради Амурської Червонопрапорної флотилії.
З грудня 1939 по березень 1940 року — в розпорядженні ЦК ВКП(б) в Москві.
28 березня 1940 — 5 липня 1941 року — народний комісар заготівель СРСР.
У червні 1941 — липні 1946 року — заступник голови Комісії партійного контролю при ЦК ВКП(б).
З липня 1946 року — на пенсії в Москві через довготривалу хворобу.

## Нагороди
- орден Трудового Червоного Прапора
- медалі